# Posträtt
Posträtt är ett slags domstolar i postmål. 

## Posträtter i Sveriges historia
I en kunglig förordning 8 januari. 1704 och sedermera i 1707 års postmästarinstruktion omnämns posträtter, bestående i landsortsstäderna av postmästaren, "förandes Prsesidium", och två magistratspersoner samt stadsnotarien. 
Under posträtternas handläggning föll främst ärenden om fribrevsrättens missbrukande och vidare frågor om vissa postfunktionärers tjänsteförsummelser. Utom dessa "enkla" posträtter fanns s.k. blandade post- och rådstuvurätter, 
inrättade genom kungligt brev 5 juli 1753, med annan och väsentligt större befogenhet i fråga om handläggning av postala mål. 
I Stockholm fungerade en ständig posträtt med särskild sammansättning och motsvarande såväl enkel posträtt som blandad post- och rådstuvurätt. Denna ständiga posträtt indrogs 1817, och dess åligganden lades under kämnärsrätten. 
Genom kunglig kungörelse 9 november 1836 förordnades att posträtterna samt de blandade post- och rådstuvurätterna skulle upphöra. Emellertid skulle fortfarande särskilda bestämmelser i en del fall tillämpas i fråga om forum för postmåls handläggning. Om också ändrad organisation av postverket och ändrade förhållanden medfört att dessa undantagsbestämmelser i det mesta kommit ur tillämpning, kvarstod en bit in på 1900-talet stadganden att postförvaltare skall, om postkontoret är beläget på landet, i alla mål angående åtal för tjänstefel lyda under rådstuvurätten i länets residensstad, samt att mål rörande förbrytelse och försummelse i tjänsten av postiljon och postförare skulle rannsakas och avdömas i residensstaden för det län där förbrytelsen eller försummelsen timat. 